# Fara Gera d'Adda
Fara Gera d'Adda là một đô thị ở tỉnh Bergamo trong vùng Lombardia của nước Ý, có vị trí cách khoảng 30 km về phía đông bắc của Milano và khoảng 20 km về phía tây nam của Bergamo. Tại thời điểm ngày 31 tháng 12 năm 2004, đô thị này có dân số 7.396 người và diện tích là 10,6 km².
Fara Gera d'Adda giáp các đô thị: Canonica d'Adda, Cassano d'Adda, Pontirolo Nuovo, Treviglio, Vaprio d'Adda.